# Illuminés d'Avignon

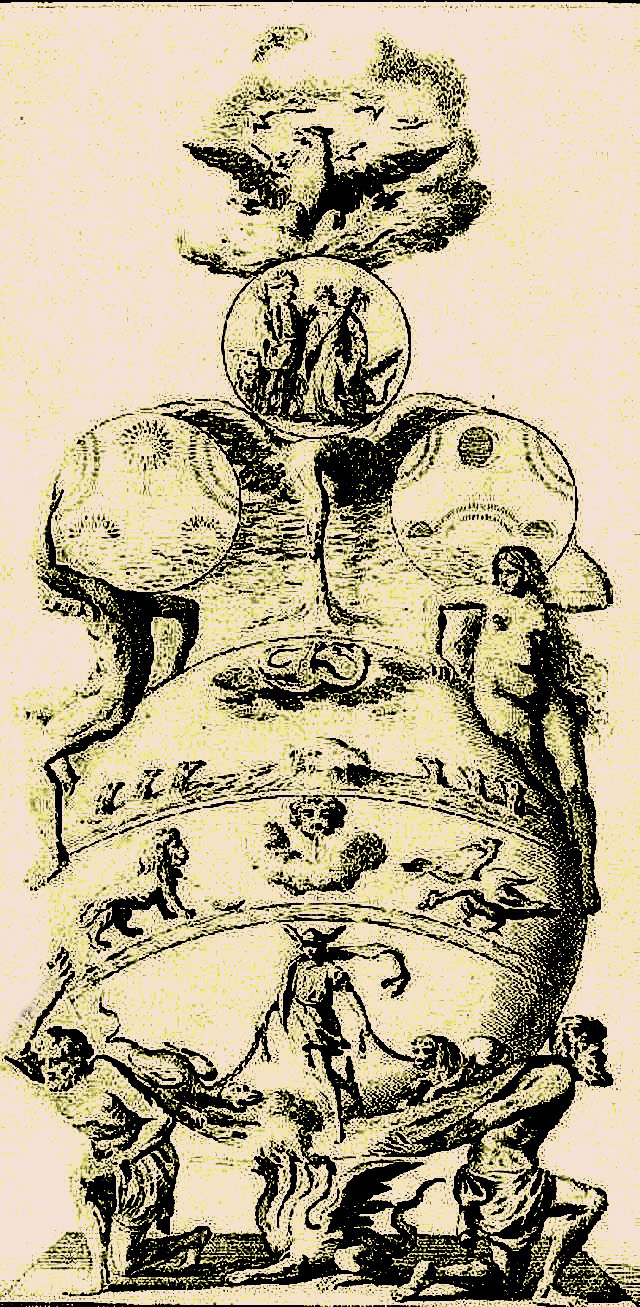
Le Grand Œuvre selon Dom Pernety

Les Illuminés d'Avignon ou Illuminés du Mont-Thabor est le nom d'une loge maçonnique, fondée en 1784 à Avignon par Dom Pernéty. Elle comportait six grades, professait les doctrines de Swedenborg et celles de Guillaume Postel et pratiquait l'alchimie. Ses membres se réunissaient à Bédarrides au château du Mont-Thabor.

## Histoire

### Le fondateur
Cette association théosophique fut fondée par Antoine-Joseph Pernety, bénédictin mauriste défroqué, alchimiste et écrivain. Il se rendit célèbre en fondant en Prusse les Illuminés de Berlin puis les Illuminés d'Avignon. 
Il avait découvert l'hermétisme, en 1757, dans la bibliothèque de l'abbaye Saint-Germain-des-Prés. Extrêmement cultivé et érudit, en 1762-1763, il partit avec Bougainville pour les îles Malouines en tant qu’aumônier et naturaliste. Revenu en France, il se défroqua et se rendit pour la première fois en Avignon où il entra dans la loge des Sectateurs de la Vérité. Pour fuir l'Inquisition du vice-légat d’Avignon, Grégoire Salviati, il dut s’exiler à Berlin auprès de Frédéric II de Prusse,  qui le nomma conservateur de sa bibliothèque. Il put dès lors continuer ses recherches sur le Grand Œuvre et se lança dans l’étude de vieux grimoires pour découvrir le secret de la pierre philosophale. Il se passionna pour les doctrines mystiques du Suédois Emanuel Swedenborg  et il fonda, avec le comte polonais Grabienka, les Illuminés de Berlin. Son prosélytisme ne plut point au roi qui le renvoya. 

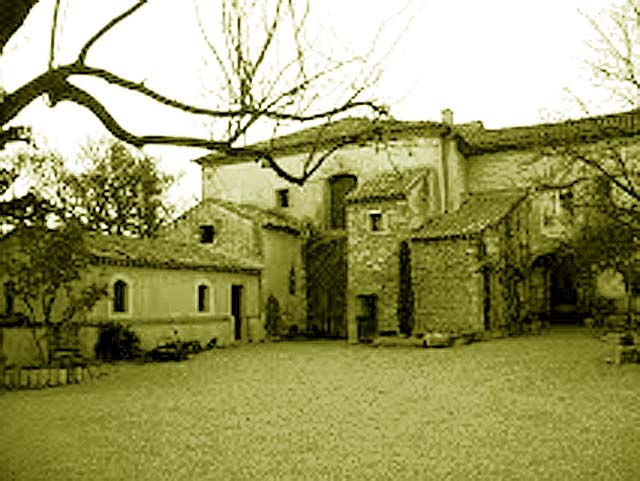
Château du Mont-Thabor, à Bédarrides

Accompagné du comte, il revint en Avignon et accepta, fin 1784, l'invitation du marquis de Vaucroze, riche propriétaire terrien à Bédarrides qui se dit prêt à les accueillir chez lui, dans une de ses  propriétés devint dès lors le « Temple du Mont Thabor ».  
Ces agapes fraternelles réunirent jusqu’à plus de cent personnes. L’irruption de la Révolution française dans les états pontificaux d’Avignon et du Comtat Venaissin, dispersa les Illuminés. Arrêté, Pernety fut rapidement relâché sur l’intervention personnelle du citoyen François Poultier, représentant en mission. Il trouva refuge chez l'avocat Vincent-Xavier Gasqui, qui l’installa dans son Hôtel de la place des Trois Pilats. Ce fut là qu’il décéda le 25 vendémiaire An V, soit le 16 octobre 1796.

### La secte
Parmi les illuministes les plus en vue, il y avait outre  Thadée Lezczy Grabianka, comte Ostap et staroste de Liva, dit le « comte polonais », Louis-Joseph-Philibert Guyton de Morveau plus connu dans l'ordre sous le pseudonyme de Brunmore, le docteur Boyer, vénérable de la loge des Sectateurs de la Vérité d’Avignon, Jacques Thimothée de Tertullis de Trémolet de la Bucelle, marquis de Montpezat, dans le Quercy, le baron de Corberon qui revenait d’une ambassade à Saint-Pétersbourg auprès de Catherine II, le docteur en droit et l'avocat Vincent-Xavier Gasqui.
Dans les exposés qu'il présentait au Mont-Thabor, Pernety développait la doctrine swedenburgienne dont le but avoué était d’ouvrir les yeux de l’âme et de l’élever, grâce à la maternelle médiation de la Vierge Marie, jusqu’à la vision des esprits angéliques. Ces entités célestes communiqueraient alors des révélations divines. Parmi ces anges descendus du ciel se reconnaissaient Gabriel, Raphaël, Assadal, Habdoël et Asadoth. Mais pour ses détracteurs, cette « école théosophique « allait de la perfection morale à la perversion mentale ». 
La Société survécut jusqu’en 1800 où elle comptait encore une quinzaine de frères en Avignon. De nos jours la franc-maçonnerie a conservé le grade de « Chevalier du Soleil » que Pernety avait créé pour la loge des Sectateurs de la Vertu d’Avignon. Il forme le 28e grade du Rite Écossais Ancien et Accepté.

## Autres
Une bande dessinée : Les illuminés d'Avignon, scénario et dessin : Behem, couleurs :  Fabien Rypert, série : Gaspard de Besse,  (ISBN 978-2-916027-12-8)